# ホンダ・トピック
トピック（TOPIC）は、本田技研工業がかつて製造販売したオートバイである。

## 概要
型式名A-AF38。積載性と耐久性を重視したビジネス用スクーターとして1995年4月14日発表、同月20日発売。
同社の4ストロークエンジン化方針により2003年までに生産終了。

## 車両解説
宅配業務や輸送などの業務用途を念頭に開発されたため前後12インチタイヤやテレスコピック式フロントサスペンションの採用など通常の50cc（原動機付自転車）クラスのスクーターとしては大柄な車体を持つ。
シート下にはメットインスペースを持ち、排気量49㏄のAF38E型強制空冷分離潤滑式2ストローク単気筒エンジンを搭載する。
また、使用用途・積載装備・車体長の差異などで以下のグレード設定がされた。
トピック（標準車）
一般向けのベーシックグレード。
トピック プロ
新聞配達用に特化させたモデル。大型フロントバスケットとリヤキャリアを装備し、同業務に特化させたプレスカブと同等の積載力を持つ。
トピック フレックス
標準車にフロントバスケットを装備させたグレード。
| グレード   | フロントバスケット | リヤキャリア | 車体長 |
| ---------- | ------------------ | ------------ | ------ |
| トピック   |                    | 標準         | 1.815m |
| プロ       | 大型               | 大型         | 1.850m |
| フレックス | 標準               | 標準         | 1.815m |